# Veurs
El Veurs o Veursbeek és un rierol de Bèlgica que neix al nucli de Veurs a Sint-Martens-Voeren, un dels sis antics municipis que constitueixen avui el municipi de Voeren a la província de Limburg (Bèlgica). Desemboca al Voer a Sint-Martens-Voeren.

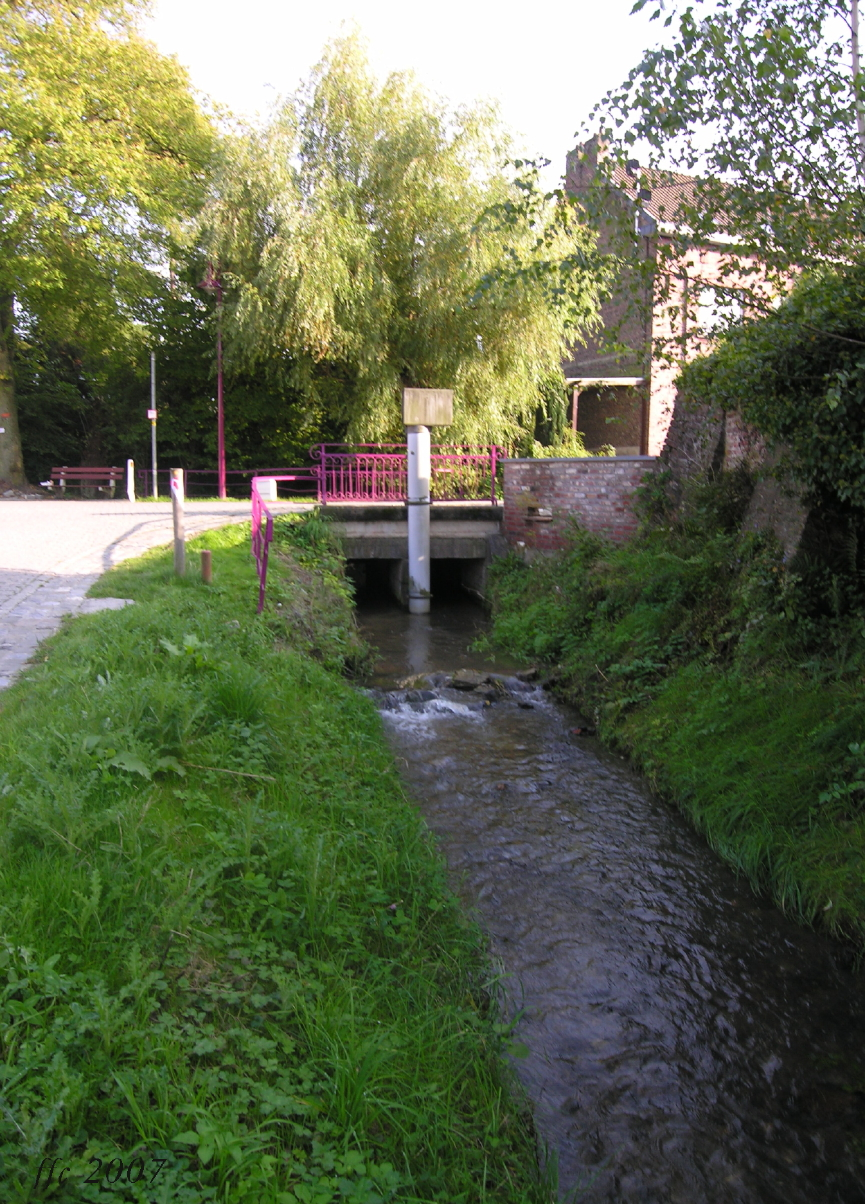
Pont del Veurs a Sint-Martens-Voeren